# Lex Cornelia testamentaria nummaria
Die Lex Cornelia testamentaria nummaria, später auch Lex Cornelia de falsis genannt, war ein römisches Gesetz aus dem Jahr 81 v. Chr., das Testamentsfälschungen, Falschaussagen, andere Prozessdelikte und Münzverbrechen regelte. Es ist Teil der leges Corneliae, die  von Sulla erlassen wurden. Einen Grundschutz lieferte bereits eine grundsätzliche Überbewertung der Münze.

## Münzverbrechen
Das Gesetz verbot während der Zeit der Republik die Veränderung von Silbermünzen durch die Beimischung minderwertiger Metalle sowie die Münzfälschung und das deren Weitergabe in den Wirtschaftskreislauf. Bei Zuwiderhandlung drohte freien Bürgern die Verbannung, Unfreien der Tod.
Während der Kaiserzeit wurde das Gesetz auf das Fälschen von Goldmünzen erweitert und die Strafen deutlich verschärft. Das Gesetz verbot dabei die Einschmelzung oder Manipulation – beispielsweise durch Abknappung – der Münzen. Da bei der Echtheit der Münzen auf die forma publica abgestellt wurde, genossen illegal geprägte Münzen den Charakter gültigen Geldes, wenn der Prägestempel gestohlen und eingesetzt worden war. Da auch die Zurückweisung römischer Gold- und Silbernominale, welche das Konterfei des Kaisers trugen, unter Strafe gestellt wurde, waren auch barbarisierte Imitativprägungen davon betroffen.
In der Spätantike galt dies sogar als Majestätsbeleidigung.

## Prozessdelikte
Ursprünglich war lex Cornelia de falsis auf Testamentsfälschungen beschränkt. Senatsbeschlüsse erweiterten den Anwendungsbereich. Sie verboten die aktive und die passive Zeugenbeeinflussung – etwa durch Bestechung oder gegenseitige Absprachen – und stellten die Falschaussage vor Gericht (falsum testimonium dicere) unter Strafe.